# 궁내초등학교
궁내초등학교(宮內初等學校)는 대한민국 경기도 군포시 산본동에 있는 공립 초등학교이다.

## 학교 연혁
- 1993년 7월 1일 교사 착공.
- 1994년 2월 28일 궁내국민학교 설립 인가.
- 1994년 3월 1일 초대 송주한 교장 취임.
- 1994년 3월 2일 개교.
- 1995년 2월 17일 제1회 졸업식(졸업생 70명).
- 1996년 3월 1일 궁내초등학교로 개칭.
- 1998년 11월 25일 학교 급식 실시.
- 1999년 9월 1일 제2대 조남두 교장 부임.
- 2000년 12월 8일 창의력 개발실 설치.
- 2001년 10월 2일 창고 신축.
- 2003년 3월 2일 제3대 장세창 교장 부임.
- 2004년 2월 13일 제10회 졸업식(졸업생 211명 / 누계 1,862명)
- 2004년 3월 2일 입학식(4학급 160명), 28학급 편성(1,187명)
- 2004년 6월 1일 English Zone 개관.
- 2006년 2월 18일 제12회 졸업식(218명)
- 2006년 3월 2일 입학식(4학급 160명)
- 2006년 9월 1일 제4대 성락인 교장 부임.
- 2008년 2월 15일 제14회 졸업식(졸업생 208명)
- 2008년 3월 3일 입학식(4학급 122명)
- 2009년 2월 13일 제15회 졸업식(졸업생 202명)
- 2009년 3월 1일 제5대 이승주 교장 부임.
- 2009년 3월 2일 입학식(3학급 112명)
- 2010년 2월 11일 제16회 졸업식(졸업생 200명)
- 2010년 3월 2일 입학식(4학급 109명)
- 2011년 2월 15일 제17회 졸업식(졸업생 151명)
- 2011년 3월 2일 입학식(4학급 106명)
- 2012년 2월 15일 제18회 졸업식(졸업생 189명)
- 2012년 3월 1일 제6대 김진수 교장 부임.
- 2012년 3월 2일 입학식(4학급 100명)
- 2013년 2월 15일 제19회 졸업식(졸업생 164명)
- 2013년 3월 4일 입학식(4학급 100명)
- 2014년 2월 14일 제20회 졸업식(졸업생 142명)
- 2014년 3월 1일 입학식(4학급 96명)